# Aura Eternal
Aura Eternal Visage, nombre artístico de Alan Yuri Geraci, es una artista drag y cantante italiana que ha competido en la segunda temporada de Drag Race Italia, así como en la segunda temporada de Queen of the Universe.

## Carrera
Aura Eternal Visage participó la segunda temporada de Drag Race Italia, y terminó entre los tres primeros puestos. Su inspiración proviene de las divas y supermodelos de la década de 1990 como Mariah Carey y Linda Evangelista. Según Out, "El mensaje que Aura Eternal Visage quiere comunicar a su audiencia es el de un amor libre y sin prejuicios; el hambre de libertad; y el deseo de ser quien quieras, siempre y en cualquier caso".
Geraci vive, desde 2023, en Palermo.

## Filmografía

### Televisión
| Año  | Título                             | Rol                    | Notas      |
| ---- | ---------------------------------- | ---------------------- | ---------- |
| 2022 | Drag Race Italia ( temporada 2 )   | Ella misma/Concursante | Subcampeón |
| 2023 | Reina del Universo ( temporada 2 ) | Ella misma/Concursante | 3er lugar  |